# Laboratorium mechanicum
Laboratorium mechanicum, mekanisk modellsamling, mekanikskola och ateljé,  inrättad år 1697 av Christopher Polhem, är en förelöpare till Kungliga tekniska högskolan i Stockholm.
L.M. skulle för det första fungera som en mekanikskola (ingenjörsskola). För det andra skulle det fungera som ett laboratorium för både praktiska och teoretiska försök. För det tredje skulle det fungera som en utställningslokal för egna och andras konstruktioner. Laboratorium mechanicum, upprättades efter att anslag erhållits 1697 och förlades till Stockholm. Skolan övergick 1798 i mekaniska skolan, vilken 1827 bytte skepnad till Teknologiska institutet, dagens Kungliga tekniska högskolan.